# FC Chungju
FC Chungju ist ein Fußballfranchise aus der Stadt Chungju in Südkorea. Der Verein spielt aktuell in der K4 League, der vierthöchsten Spielklasse Südkoreas.

## Geschichte

### Vorgeschichte (2016)
Zwischen 2010 und 2016 war der Profiverein Chungju Hummel FC in der Stadt beheimatet, welcher seine Spiele im Chungju-Stadion austrug. Der Verein verlor im Laufe der letzten Jahre viel Popularität und Erfolge konnte der Verein keine verzeichnen, sodass die Stadt den Verein verkaufen wollte. Da sich kein Käufer fand, entschied man mit der Firma Hummel, den Verein aufzulösen. 2017 durfte die Stadt die jährlich stattfindenden Nationalen Sportfestival austragen, wozu extra ein neues Stadion errichtet wurde. Die Stadt gab nach Ende der Spiele bekannt, dass in Form eines Amateurvereines die Sportstätte weiterhin regelmäßig genutzt werden soll.

### Gründung (2017)
Gegründet wurde der Verein am 21. Dezember 2017. Präsident des Vereins wurde der Bürgermeister der Stadt, Yeo Myeong-gu. Ersten Trainer des neuen Vereins wurde Kong Mun-bae.

### Erste Saison (2018)
Unter Kong Mun-bae spielte der Verein stark auf. Bis zum Saisonende stand der Verein auf Platz 2 in der Liga, ehe sie am Ende der Saison unglücklich verloren und auf den Tabellenplatz 4 abrutschten. Der Platz 4 ermöglichte ihnen, an den Play-off-Spielen teilnehmen zu können. Da der 3. Platzierte der Liga Busan FC sich zurückzog, wurde das Play-off-Spiel gegen den 5. Platzierten Yangju Citizen FC somit zum Play-off-Finalspiel. Das Spiel endete 0:0, da aber Chungju der Gastgeber war und das Heimrecht besaßen, gewannen sie automatisch das Spiel. In den Relegationsspielen zur K3 League Advance sollten sie auf den Viertligisten Cheongju FC treffen. Da aber der Verein nach Saisonende bekannt gab, mit Cheongju City FC zu fusionieren, entfielen die Relegationsspiele und Chungju stand als Aufsteiger automatisch fest. Im Pokal kamen sie gut zurecht. In der 1. Hauptrunde des Pokals trafen sie auf die Woosuk-Universität, welche sie mit 1:0 bezwingen konnten. In der darauffolgenden Runde trafen sie auf die Konkuk University, welche man mit 2:0 schlagen konnte. In der 3. Hauptrunde trafen sie als Nächstes auf den Drittligisten Busan TC FC. Dieses Spiel ging mit 0:4 verloren.

### Gegenwart
In ihrer Aufstiegssaison lag der Fokus auf den Klassenerhalt. Am Ende der Spielzeit stieg der Verein allerdings wieder ab. Im Pokal hingegen verlief die Spielzeit normal: In ihrer ersten Hauptrunde, traten sie zuhause gegen die Amateurmannschaft FC Donguh Fine Chem, gegen welchen sich der Verein souverän mit 5:0 durchsetzen konnte. In der darauffolgenden Runde, traten sie allerdings gegen den Zweitligisten Suwon FC an, gegen welchen sie deutlich mit 0:6 unterlagen. Die darauffolgende Spielzeit nach dem Abstieg, lag der Fokus auf der Etablierung in der neugegründeten K4 League, um längerfristig wieder in die Dritte Liga aufsteigen zu können. Dafür wurde der komplette Kader umgebaut und neue Spieler verpflichtet. Die Spielzeit verlief allerdings sehr enttäuschend. Nach Ende der Spielzeit musste sich der Verein mit einem enttäuschenden 10. Tabellenplatz im unteren Mittelfeld begnügen. Nach Ende der Spielzeit musste Kong Mu-bae aufgrund seiner Misserfolge den Verein verlassen. Als seinen Nachfolger wurde Kim Jong-pil vorgestellt.
Nachdem Kim Jong-pil den Posten des Cheftrainers übernahm, krempelte er ebenfalls den Kader um und verpflichtete vor allem Rookie-Spieler. Die Premierenspielzeit unter ihm, verlief deutlich besser. Der Verein kämpfte die gesamte Spielzeit über um den direkten Aufstieg. Am Ende qualifizierte sich der Verein über den 4. Tabellenplatz für die Play-off-Spiele. In dem Play-off-Spiel traten sie bei Dangjin Citizen FC, welches mit 1:1 endete. Da Dangjin Citizen FC das Heimrecht besaß, gewannen sie die Play-off-Spiele und stiegen auf. Der Aufstieg wurde somit denkbar knapp verpasst. Im Pokal schied der Verein hingegen sehr früh überraschend aus. In der 1. Hauptrunde empfingen sie den Ligakonkurrenten Yangpyeong FC, gegen welchen man mit 5:6 im Elfmeterschießen verlor.

## Historie-Übersicht
| Saison | Liga              | Kl. | Vereine | Spiele | Pl. | S  | U | N  | Tore  | Pkt. | KFA Cup       | Play-off           | Trainer      |
| 2018   | K3 League Basic   | 5   | 11      | 20     | 4.  | 13 | 1 | 6  | 44:17 | 40   | 3. Hauptrunde | Play-off-Gewinner  | Kong Mun-bae |
| 2019   | K3 League Advance | 4   | 12      | 22     | 11. | 3  | 3 | 16 | 17:39 | 12   | 3. Hauptrunde | Nicht Qualifiziert | Kong Mun-bae |
| 2020   | K4 League         | 4   | 13      | 24     | 10. | 5  | 4 | 15 | 24:45 | 19   | 2. Hauptrunde | Nicht Qualifiziert | Kong Mun-bae |
| 2021   | K4 League         | 4   | 16      | 30     | 4.  | 17 | 6 | 7  | 60:31 | 57   | 1. Hauptrunde | Play-off-Finalist  | Kim Jong-pil |
| 2022   | K4 League         | 4   | 18      | 34     |     |    |   |    | -:-   |      |               |                    | Kim Jong-pil |

| Legende                 | Legende | Legende | Legende | Legende | Legende | Legende | Legende | Legende |
| ----------------------- | ------- | ------- | ------- | ------- | ------- | ------- | ------- | ------- |
| Abstieg zum Saisonende  |         |         |         |         |         |         |         |         |
| Aufstieg zum Saisonende |         |         |         |         |         |         |         |         |

## Stadion
| Stadion | Name                 | Eigentümer              | Eröffnung | Nutzungszeitraum | Nutzungszeitraum |
| Stadion | Name                 | Eigentümer              | Eröffnung | Von              | Bis              |
| ------- | -------------------- | ----------------------- | --------- | ---------------- | ---------------- |
|         | Chungju-Sportstadion | Stadtverwaltung Chungju | 2017      | 2018             | Bis jetzt        |

## Rivalität
Die Fans von Chungju Citizen FC sind aufgrund der geografischen Nähe mit Cheongju FC verfeindet. Ihr Derby nennt sich das Chungbuk-Derby.